# ادیالا
ادیالا (به انگلیسی: Adiala) روستایی در پاکستان است که در پنجاب واقع شده‌است.

## خصوصیات
ادیالا ۳۷۹ متر بالاتر از سطح دریا واقع شده‌است.